# Subashi

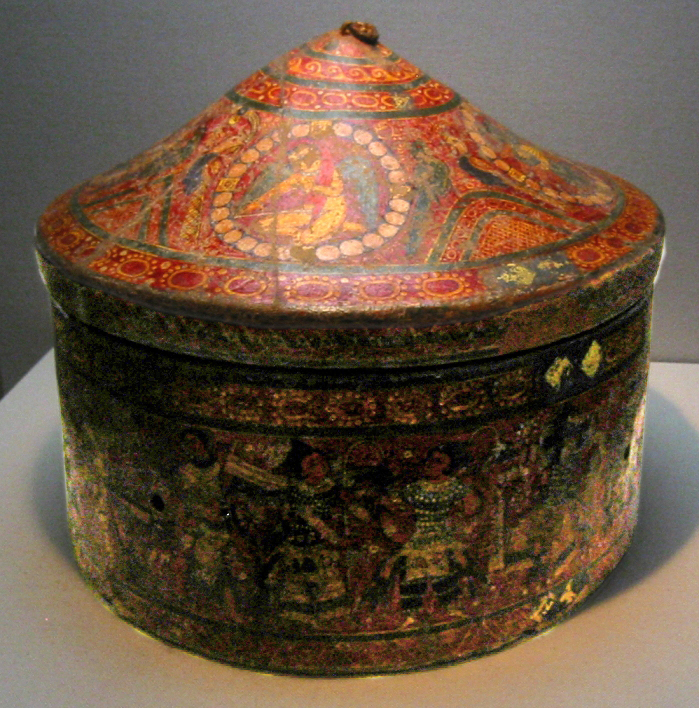
Sarira-Kästchen aus Subashi. 6.–7. Jh. Otani-Sammlung. Tokyo National Museum.

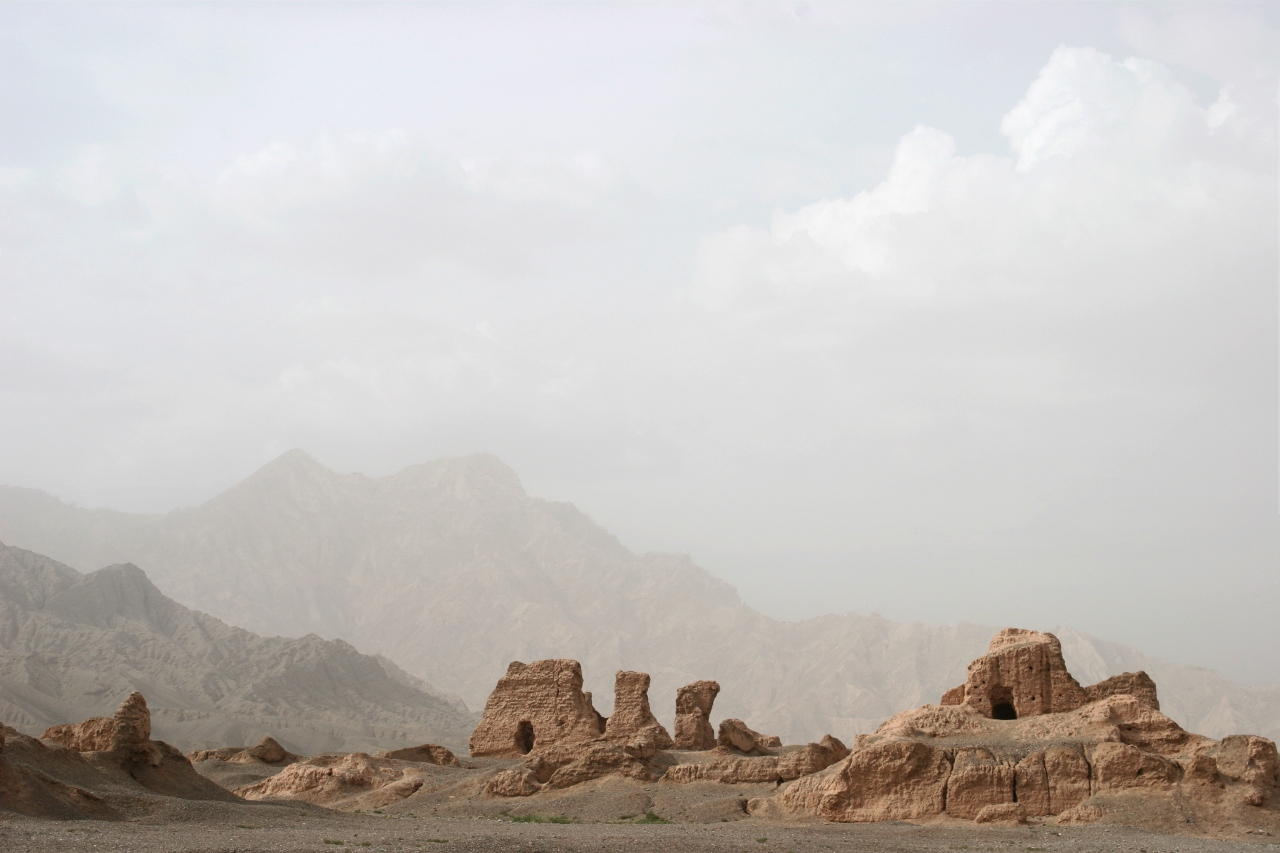
Subashi, die Klosteranlage.

Subashi (Subašï) ist eine  versunkene Stadt in dem Uigurischen Autonomen Gebiet Xinjiang in China. Sie liegt in der Taklamakan-Wüste an der alten Seidenstraße in der Nähe der Stadt Kuqa.
Die Stadt wurde zu Teilen von dem japanischen Archäologen Graf Otani ausgegraben.
Auch die französische Mission unter der Leitung des Sinologen Paul Pelliot machte 1907 in Subashi Station.
Ein in Subashi entdecktes sarira, ein buddhistisches Reliquienbehältnis aus dem 6.–7. Jahrhundert, zeigt Menschen Zentralasiens in langen Hemdblusen („Tuniken“), – Reminiszenzen an andere Friese, die als tocharisch bezeichnet wurden.
Die „Hexe von Subashi“, die Mumie einer Frau mit einem riesigen gepunkteten Hut, ist ein anderes berühmtes archäologisches Artefakt. Sie wird als Vertreterin einer früheren Population betrachtet, die vor Beginn unserer Zeit in der Region lebte.

## Buddhistisches Kloster
Die Stätte des buddhistischen Klosters von Subashi (蘇巴什佛寺遺址,  Subashi Fosi yizhi) steht seit 1996 auf der Denkmäler der Volksrepublik China in Xinjiang (4-45) und ist seit 2014 Bestandteil der UNESCO-Welterbestätte mit dem Titel Seidenstraßen: das Straßennetzwerk des Chang'an-Tianshan-Korridors.

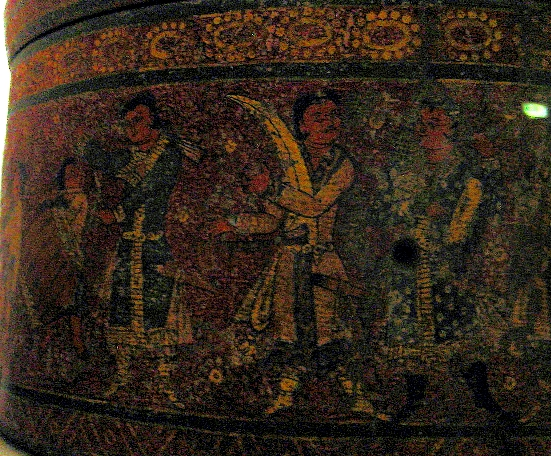
Zentralasiaten, Detail der Sarirabox.
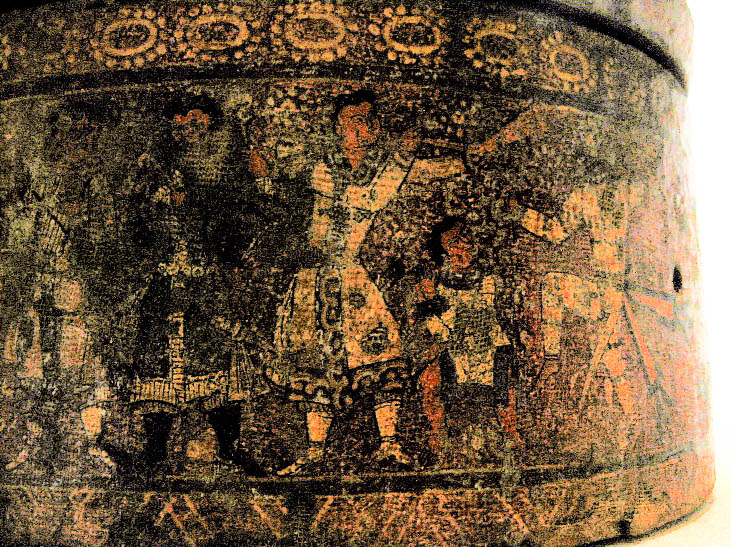
Zentralasiaten, Detail der Sarirabox.